# 早川紀代秀
早川 紀代秀（はやかわ きよひで、1949年7月14日 - 2018年7月6日）は、元オウム真理教幹部・元死刑囚。ホーリーネームはティローパ。教団内でのステージは正悟師で、省庁制が採用された後は建設省大臣だった。

## 来歴

### 学生時代
両親の疎開先の兵庫県川辺郡東谷村（現：川西市）に生まれる。父親は国鉄職員。2〜3歳の時に大阪府堺市に転居。カトリック系幼稚園に入園し、賛美歌を歌ったり、劇で東方の三博士の一人を演じたりした。祖父母の影響で小学生までは神仏を信じていた。小学校で蛇神は本当にいるといってバカにされたこともあったが、小学5年生の頃、理科に興味を持ち神仏からは離れ、その後フロイトやマルクスに興味が移り、むしろアンチ宗教となる。勉強だけでなくスポーツもそこそこ得意だった。
大阪府立三国丘高等学校を経て神戸大学農学部園芸学科に進学、航空部（グライダー部）に所属。1年時は学園紛争により大学が閉鎖されていたため、アルバイト漬けの生活を送る。この頃学生運動にも参加し公安にマークされていたと言われているが、本人いわく事実ではないという。思想的にはベトナム戦争・安保・日本列島改造論・ゴルフ場建設等に反対の立場だった。後に麻原の公判に証人として出廷した際、心情的には学生運動に理解を示しており、「右か左かと言われたら、左」、「自民党には投票しなかった」と述べている。
3年次より造園学を専攻、緑地計画工学のゼミを受講し、卒業後は大阪府立大学大学院に進学した。この頃は宗教は胡散臭いと感じており、超能力に関してもスプーン曲げなどに興味を持つ程度だった。

### 社会人時代
1975年、鴻池組に入社。公園緑地設計、マンション開発の土木設計などを担当していた。1979年11月結婚。1980年に鴻池組を退職し、環境心理学を志し日本リサーチ研究所に転職。しかし経営陣が分裂したので1984年3月にはダン計画研究所へ移り、取締役となった。
この頃、平井和正『幻魔大戦』、山田正紀『神狩り』シリーズ、五島勉『ノストラダムスの大予言』、夢枕獏、菊地秀行、栗本薫などのSFや超常現象（サボテンの意識説や超越瞑想など）に次第に傾倒していき、部屋の中にピラミッドをつくりそこで寝起きしたりするようになる。1984年には阿含宗に興味を持つ。しかし教祖桐山靖雄のパフォーマンスがけばけばしいと感じ手を引いた。また、友人の依頼により真如苑に名前だけ入会している。

### 入信・出家
麻原の著作『超能力の開発法』や空中浮揚写真に興味を持ち、1986年3月にオウム神仙の会に電話をかけた。電話応対したスタッフの態度が悪く腹をたてるが、すぐに麻原彰晃本人から電話がかかってきた。麻原の真摯な説明ぶりに和み、4月に入会。当時の神仙の会は60人程度だった。「宗教っぽくなく軽い感じ」をうけて、1986年6月に丹沢で開催された集中セミナーに参加し、麻原に対面。質素な格好ながら品位と風格を感じ「この人なら」と思った。このセミナーで、それまで欲求を満足させることが幸せだと思っていたが、麻原が観念を否定し、その上に満足がある、と言ったのに感銘を受けたという。麻原のシャクティーパットを受けて以降、やめられなかったタバコと趣味だった読書がやめられ、テレビは見なくなり、夫婦生活もしなくなるなど、禁欲的な生活に変わっていった。麻原に胸のつまりを当てられるなど不思議な体験もした。
オウム神仙の会は1987年7月にオウム真理教に改称。宗教臭いのは嫌だったが「真理」という言葉は前から好きだった。
1987年4月に妻も入信し、麻原と早川夫妻で蕎麦を食べに行ったりした。その後1987年11月1日に出家。出家番号は78。
1987年11月、当時の財産全部の1000万円弱を布施して出家、半年後には妻も出家した。出家にあたっては、一人っ子で両親と同居していたため、両親の老後の面倒を見られなくなるばかりか、両親の住まいを奪うことになるため悩んだが、瞑想指導を繰り返すうちに、自分の家族や友人のためではなく、もっと大きな社会や国のことを考えたいと心が変わっていったという。
早川は岡﨑一明と共に建設班となる。道場建設や、音楽イベント「竜宮の宴」開催に取り組んだ。「竜宮の宴」は中川智正や青山吉伸が入信するひとつのきっかけとなった。

### 入信後
1988年12月に大師となる。青年層が多かったオウム幹部の中にあって数少ない中年であり、教祖の麻原よりも年上である。なお、麻原よりも年上の幹部信徒としては他に大内利裕や林郁夫、後述の波野村国土法事件で早川とともに逮捕された満生均史らがいる。
出家後は不動産獲得の中心的役割を担い、富士山総本部の建設責任者になり、全国の支部道場の用地取得などを行った。また1991年、山梨県上九一色村に第2サティアンを建設し、1993年にはサリンプラント建設に関与。
1990年の第39回衆議院議員総選挙で真理党が出馬した際には、早川自身は坂本弁護士一家殺害事件で疑われていたので立候補せず、対立候補の選挙ポスター剥がしなど裏方の選挙支援をしていた。また同時期に教団から逃亡した岡﨑一明の3億円持ち逃げを防いだ。
麻原の指示で一級小型船舶免許を取得しており、1990年4月の石垣島セミナーでは船を操縦、海は荒れていたがなんとか乗り越えた。ベテラン船長に言わせれば普通免許取り立てでF1にでるぐらい無謀なことであったという。
1990年5月には交通事故に遭うが、事故の影響で何故か視力が上がり眼鏡がいらなくなるという体験をし、目のカルマが落ちたと考え帰依が深まった。
1994年7月に正悟師となる。

## 事件への関与
1988年、在家信者死亡事件現場に立ち会う。
1989年、男性信者殺害事件では被害者男性を説得したが脱会の意思は変わらず、被害者は殺害されることとなった。同年11月、坂本弁護士一家殺害事件に参加し、殺害に関与。またTBSのスタッフが坂本弁護士のオウム批判のインタビュー映像を放送直前に早川に見せたことが事件のきっかけのひとつとなった（TBSビデオ問題）。事件時に手袋をしていなかった早川や村井秀夫は麻原に指紋消去を命令され、熱したフライパンや豚の皮で指紋消去を行わされた。しかし指紋は後に再生してしまった。
1990年、ボツリヌス菌計画に関与。同年年末の熊本県阿蘇郡波野村（現在の阿蘇市波野地区）の国土利用計画法違反事件では土地購入担当者であったので逮捕が予想され、麻原の指示により村井秀夫、上祐史浩と共に女装して東北へ逃走。3人ともどう見ても女性には見えず各地でおかま呼ばわりされた。結局、熊本地検に出頭したところを熊本県警に逮捕され、住居制限と教団関係者との接見禁止を条件に保釈されている（1992年夏に解除）。
保釈中も教団幹部として数度ロシアを訪れ、度重なるロシア訪問でロシア政府高官とパイプを築いた。オウムはロシアではステータスの高い団体であったので、世間で言われているように裏社会に強かったということはなく、AK-74自動小銃を入手するのにも苦労し、見かねたロシア人通訳が手配してくれたという。他にも1994年6月1日に旧ソビエト連邦製の30人乗り大型ヘリコプター「ミル17」やLSDの原料をロシアから購入した。
1993年、キーレーン関係で帰国したとき急遽亀戸異臭事件に参加している。
1995年の地下鉄サリン事件はロシアで知り、オウムの犯行だと察知、オウムは終わったと感じた。
早川は他の幹部と比較するとテロの現場にはあまり参加していないが、早川はその理由として1993年の出来事を挙げている。1993年12月、オウムは創価学会の一大拠点である東京信濃町をボツリヌス菌噴霧車で襲撃しようとしたが、警備に怪しまれたため早川の判断で中止させた。これに対し麻原は早川がいるとワークが成功しないとして不満を持ったという。
オウム事件の動機については「ハルマゲドンの規模を小さくして、救済しようとしていた」と語っている。

## 裁判
1995年4月19日、TBS『ニュース23』の取材を受けた後、建物侵入罪で逮捕。教団が初期に起こした殺人事件など計7事件で起訴され、死刑判決。控訴・上告はともに棄却、2009年7月17日に死刑が確定した。オウム真理教事件で死刑が確定するのは6人目。
裁判では、麻原の「ここで抵抗しなくちゃならない」「妻が強姦されてるんだぞ」などという意味不明な不規則発言と麻原への退廷命令に号泣したこともあった。また坂本弁護士一家殺害事件の際に坂本弁護士の息子の遺体に毛布をかけた理由について「別に理由はない」と言ってしばらくの沈黙の後、「寒そうだったから」と述べ、その後悲鳴に近い声を上げ、1分近く証言台に突っ伏した。「できることなら人間をやめたい」とも述べた。「修行僧」として、白いオウム服に数珠という出で立ちで出廷したこともあった。
1998年1月16日に行われた麻原の第62回公判では、麻原の弁護士から「今でも強い信仰を抱いているのか？」と問われた際、「教団にいた時とは違っているが、今もインチキとは思っていない。グルは霊性のある方だと思っている」と述べた。
再審請求したが、棄却された。
拘置所内では読書、相撲や洋楽のラジオ番組視聴、ビデオ視聴を楽しんでおり、妻や友人との面会や文通、毎日の修行（瞑想プラナヤーマ等）を行っていた。修行により、心の安らぎを歓喜を得ることができたという。
オウム真理教の国家転覆計画（11月戦争計画）の根拠として、早川ノート、早川メモというものが一時期話題になったが、本人によれば実は岐部ノートであるとされる。

## 死刑確定後
2018年（平成30年）3月14日までは、早川を含め、オウム真理教事件の死刑囚13人全員が、東京拘置所に収監されていた。しかし、2018年1月、高橋克也の無期懲役確定により、オウム事件の刑事裁判が終結した。
オウム裁判終結に伴い、同年3月14日、麻原彰晃を除く死刑囚12人のうち、7人について、死刑執行設備を持つほかの5拘置所（宮城刑務所仙台拘置支所・名古屋拘置所・大阪拘置所・広島拘置所・福岡拘置所）への移送が行われた。早川は同日付で、福岡拘置所に移送され翌15日に到着した。
なお、早川は手記の中で「私が命令したわけでもなく私がこの手で殺したわけでもないのに、死刑かと言う思いがあります。林郁夫は自分の手でも2人を殺していますが、死刑を求刑すらされず無期判決です。いったいこの差は何なのでしょうか（林は地下鉄サリン事件で直接2名を殺害しているが、後に麻原逮捕に繋がる自供を行った事などから減刑となっている）」と綴っており、執行の直前まで自分が死刑なのは公正でないと訴えていた。
同年7月6日、福岡拘置所で死刑が執行された。68歳没。遺体は親族に引き渡された。

## 人物
- 影の交渉役であったことから「黒ヘルの元幹部」「オウムの武闘派」などと様々なデマを書かれた。
- 一部報道ではオウム時代について「裏のトップ」と評されている[66]。
- オウムNo.2説について早川弁護団は否定的であり、オウムの組織は麻原一極集中でピラミッド型ではないので、No.2もNo.3もありえないとしている[67]。
- 1994年の松本サリン事件後に教団の出家者が大量にステージの昇格が発表される際に、当初は遠藤誠一と共に菩師長に成就する予定だったが、教団の裏を知り尽くしたがために、7月1日付での「正悟師」に昇格している。このことから裏ワークの存在をしらない末端の出家者から、この人事に疑問の声が上がっていた。
- チョコレートなど甘いものが好き[68]。

### 人物評
- オウム以前「いいやつ」「頭が良い」「ノンポリ」「口数少ない」[69]
- オウム時代「温厚で頼れる存在だが、感情の起伏が激しく、怒ると怖い」[11]
- 「麻原彰晃すら叱る（麻原との最初の出会いのときにも時間に遅れた麻原に怒っていた）」－松本聡香[70]
- 「感情の起伏が激しく、我々はしょっちゅう怒られていました。ただ、瞬間湯沸かし器型で、後にネチネチ尾を引くタイプではなかった」－元信者[71]
- 「彼は、ステージが上の者にも、平気で怒鳴りつけていました。例えば早川がロシアで築いた人脈を、上祐史浩が潰してしまった時など大変でした。早川は"マイトレーヤ、どうなっとんのやーっ"と凄い剣幕で、上祐はオドオドと弁解していました。早川が怒った時は、村井秀夫も呼び捨て。迫力があるんで、誰も逆らえないんです」－元信者[71]
- 「威圧的で暴力的」「温厚で話好き」「強面」[71]
- 「あの男は目つきが違う」－坂本堤[71]
- 「教義やオウムの修行について問われると、実に喜々として喋りまくる。事件については淡々と語り、その態度は終始穏やか。挑発的な質問にも笑いを交えて受け流す。あたかも"おしゃべり好きの人のいいオッサン"という雰囲気」－江川紹子[71]
- 「TPOを使い分ける人で、子供の前ではおどけた格好をするし、部下には時には鬼のように怒る。そういう両面があった」－元信者[71]
- 「オウム幹部のなかで信望が厚かったのは早川紀代秀。人生経験が豊富だし、一級建築士の免状を持っていて、何がどの程度の経費で建築できるかすぐわかるという特技もあった。でも麻原の狂信的な被害妄想と権力欲にひきずられた」－元古参信徒[72]
- 「面倒見がよくて後輩には慕われていたが、自分の思い通りにならないと手を出す乱暴なところがあった」－高校時代の友人[73]
- 「ゴルフ場や宅地造成の仕事をしていた。仕事はできるし、鋭いやつだった。SFや超能力の本が好きで、よく読んでいた」－元同僚[73]
- 「案内してくれたのが早川。関西弁でテキパキ話し、ほかの信者たちと違って冗談も通じる、ふつうのおじさんという印象でした。施設のことはどんな質問でもスラスラと答えてくれた」－道場内を見学した関係者[73]
- 「水面下では活発に動き、重要な局面になれば、必ず出てきた。こわもてぶりを発揮する一方で、柔軟な一面も見せた」[73]
- 「話がわかる人、引くべきときには引く人」－上九一色村オウム対策委員会元副委員長[73]
- 「面白いおっさん」「口は悪いけれど、いい人」－端本悟[74][71]
- 「漫画チックなところがある」[75]
- 「単なる宗教好き、精神世界好きのおじさん」－滝本太郎[76][5]
- 「自然好きの頭のいい子」「中・高時代も勉強一筋だった」－親族[77]
- 「おざなりに仕事をしているようで、平均点以下の社員でしたよ。わが社では"キレ者"どころか"さえない男"で設計もやっていなかった。オウムに入って、性格や行動が一変したんでしょうね」－リサーチ会社元上司[77]
- 「テロ集団とか、軍事的に訓練された集団とかいう人もいますが、私は子供の集団だと見ています。大人を感じたのは早川容疑者だけ」－江川紹子[78]
- 「怖さ、威圧感を受けたのは早川容疑者一人だけで、全体的にはマンガチックな子供集団だと思う」－有田芳生[78]
- 「帰依心はすごい」－元信者[79]
- 「どこか醒めたところがあった」－上祐史浩[80]
- 「オウムの中では最も話の分かる男」－上九一色村の住民[80]
- 「早川はサティアンの前や道路などで私の顔を見れば、決まって『お早うございます...』とか『こんにちは...』と言うのを常としていた。話だって筋を通せばそれなりに反応する男だった。よく新實やI(建設省次官)などを従えて折衝などの場に姿を見せることが多かったが、新實ら若い連中があいさつ一つできなかったのに対して、早川はさすが"年の功"」－竹内精一(オウム反対運動のリーダーの一人)[80]
- 「(青山弁護士、上祐とともに坂本さんを弁護士事務所に訪ねてきたとき、早川は一言も言葉を発しなかった)それが逆に不気味で異様なほどに威圧感があり、やってきた3人のリーダー格との心証を持った」－現場に居合わせた弁護士[81]
- 「坂本さんとの交渉を終えて引き揚げる3人の姿を駅のホームで見かけたのだが、そのとき早川だけがベンチに腰かけ、青山弁護士、上祐氏は直立し、明らかに早川の威光に若い2人が屈しているように見えた」－横浜法律事務所職員[81]
- 「上祐や村井とはまったく違う凄まじい威圧感があった」「一筋縄では行かないという印象」「『ただ者』ではないものを感じた」－有田芳生[82]
- 「人情に厚い人物という印象だった。怒るときはおっかないが、普段は上機嫌なおじさんで、感情のコントロールのできる人だった」－元信者[83]

### 洗脳が解けた過程
逮捕前、麻原から「まだ逮捕状は出ていないので逃げ隠れするな」と言われたのに言われた時点ですでに逮捕状が出ていたこと、「銃刀法で逮捕される」と予言されていたのに実際には建造物侵入罪で逮捕されたことで、「弟子の逮捕という重大事項を見誤るなんて予言能力は無いのではなかろうか」と怪しく思ったのが最初の疑念である。逮捕後、接見に来た青山吉伸弁護士から「麻原尊師が不利になる事を言うな」と言われると「麻原は自分の身を守ることしか考えていないのか」と、麻原の人格を疑い始めた。次に、麻原の予言によると核戦争が起きた際に放射能被害を受けるはずだった村井秀夫が核戦争勃発前に刺殺されたこと、麻原は以前から癌を患っているとされ、日々酸素吸入までしていたのに、いざ麻原が逮捕されると実は健康そのものであると発覚したことなど、予想外の事実が次々と明らかになり、幻滅していった。
最後に、麻原は逮捕後に自殺を図ろうとしたが、出されたカレーライスを食べたくて「セルフポア」を断念した、という俗物的一面を知り、これをだめ押しとして、信仰心を失った。
早川は、オウムの誤りは、麻原が自分を救世主と信じるグル幻想を抱き、信徒がそれを共有したことにあり、グルのグル幻想と弟子のグル幻想がなければオウムの犯罪は発生しなかったのではないか、と自著で述べた上で、自分の傲慢さと宗教的無知ゆえに犯罪に加担したことを謝罪した。

### オウムでの渡航歴
早川の自著での記述や法務省入国管理局の記録に基づく
- 1989年1月 ドイツ
- 1989年12月 ドイツ
- 1991年11月 ロシア（翌年2月までに数度訪露している）
- 1992年4月 スリランカ
- 1992年2月 シンガポール
- 1992年夏 ブータン、インド、タイ
- 1992年秋 ザイール、フランス
- 1992年冬 ロシア
- 1993年2月 ロシア
- 1993年4月 オーストラリア（ウラン鉱脈探しのため）[89]
- 1993年5月 ロシア
- 1993年夏 ロシア→フランス
- 1993年8月末 ロシア
- 1993年9月 オーストラリア、シンガポール
- 1993年10月 オーストラリア
- 1993年12月 ロシア
- 1994年2月 ロシア→中国
- 1994年3月 ロシア
- 1994年4月 ロシア（射撃ツアーに参加）[90]
- 1994年7月 ロシア
- 1994年9月 ロシア
- 1995年3月 ロシア

## 著作
- 「ルソーから真理へ -市民ユートピアの原理- 」（オウム出版 1991年）
- 「私にとってオウムとは何だったのか」（川村邦光との共著、ポプラ社 2005年）